# Peruán
Peruán (31. března 1988 Litobratřice – 17. srpna 2017 Zámrsk) byl dostihový kůň, tmavý hnědák, který v letech 1998, 1999 a 2000 třikrát vyhrál Velkou pardubickou steeplechase s žokejem Zdeňkem Matysíkem. Byl blízko i čtvrtému triumfu v roce 2001, ale o délku a čtvrt prohrál s Chalcem. Čtyřikrát se tak dosud povedlo zvítězit pouze Železníkovi. Mimo Velkou Pardubickou dosáhl úspěchu i v anglickém Cheltenhamu v roce 1997, kde v krosu na 6200 metrů vybojoval druhé místo. Tak blízko triumfu v kolébce turfu české barvy dosud nebyly. Poslední dostih absolvoval v srpnu 2003, celkem odjel 58 dostihů, 20 jich vyhrál a vydělal kolem 7 milionů korun. Skonal ve věku 29 let v tréninkovém centru Zámrsk, kde mu byla v roce 2019 odhalena bronzová socha v životní velikosti.